# らびゅ らびゅ
「らびゅ らびゅ」は、パーキッツの3作目のシングル。2004年4月21日にKONAMIから発売された。

## 概要
- テレビアニメ『わがまま☆フェアリー ミルモでポン! わんだほう』のオープニングテーマを収録している。
- CDジャケットには、南楓、ミルモ、結木摂、リルム、日高安純、ヤシチ、松竹香、ムルモ、タコスが描かれている。
- 2012年、高槻やよい（仁後真耶子）によってカバーされた（アルバム『THE IDOLM@STER ANIM@TION MASTER 生っすかSPECIAL 03』に収録）。

## 収録曲
1. らびゅ らびゅ
作詞：ふじのマナミ / 作曲・編曲：片岡嗣実
テレビアニメ『わがまま☆フェアリー ミルモでポン! わんだほう』オープニングテーマ
2. さよならサンクチュアリ
作詞：ふじのマナミ / 作曲・編曲：片岡嗣実
ゲーム『pop'n music11』収録曲。
3. プランタン
作詞：ふじのマナミ / 作曲・編曲：片岡嗣実
4. らびゅ らびゅ（カラオケ）
5. さよならサンクチュアリ（カラオケ）